# Hurt (Nine Inch Nails)
Hurt is een single van Nine Inch Nails, afkomstig vanaf het album The Downward Spiral. Het nummer verscheen in maart 1994. Trent Reznor schreef en produceerde het nummer. In april 1995 werd Hurt als promotiesingle uitgegeven. Over de jaren heen in het door verschillende artiesten gecoverd. De bekendste versie is van Johnny Cash in 2002. In Vlaanderen had Iris Van Straten succes met haar versie.

## Johnny Cash
Johnny Cash vertolkte Hurt in 2002 in het kader van zijn American Recordings op het album American IV: The Man Comes Around en scoorde er een van zijn laatste hits voor zijn overlijden mee. De bijgaande videoclip werd bekroond met een Grammy Award. De single van Cash bereikte de 39ste plaats in de Britse hitlijst en de achtste plaats in de VG-Lista van Noorwegen. De B-kant bevatte onder meer Wichita lineman, ooit een hit van Glen Campbell.

### Hitnotering

#### Radio 2 Top 2000
| Nummer met noteringen in de NPO Radio 2 Top 2000 | '09 | '10 | '11 | '12 | '13 | '14 | '15 | '16 | '17 | '18 | '19 | '20 | '21 | '22 | '23 | '24 |
| ------------------------------------------------ | --- | --- | --- | --- | --- | --- | --- | --- | --- | --- | --- | --- | --- | --- | --- | --- |
| Hurt                                             | 168 | 118 | 43  | 29  | 17  | 29  | 26  | 28  | 20  | 22  | 31  | 40  | 41  | 47  | 54  | 60  |

1. ↑  Een vetgedrukt getal geeft de hoogste notering aan.
2. ↑  2009 was het eerste jaar met een notering voor dit nummer.

## Iris Van Straten
In de vierde live show van eerste seizoen van The Voice van Vlaanderen zong Iris Van Straten op 24 februari 2012 het nummer Hurt. Op 27 februari 2012 was het nummer verkrijgbaar als muziekdownload. Een week later kwam de single op nummer 50 binnen in de Vlaamse Ultratop 50.

### Hitnotering

#### VlaamseUltratop 50
| Hitnotering: 03-03-2012 | Hitnotering: 03-03-2012 | Hitnotering: 03-03-2012 |
| Week:                   | 1                       |                         |
| ----------------------- | ----------------------- | ----------------------- |
| Positie:                | 50                      | uit                     |